# Tomášovská Belá
Tomášovská Belá je úžina v severovýchodní části Slovenského ráje na toku Bieleho potoka
Tomášovská Belá vede po toku Bieleho potoka od vodná nádrže Klauzy 9 kilometrů dlouhým mírně svažitým údolím k ústí potoka do Hornádu. Na úžinu se napojuje Sokolia dolina a dnes uzavřená část rokliny Kyseľ. Průchod Tomášovskou Belou je možný po zelené turistické značce zabezpečené horizontálními žebříky a stupačkami nad potokem, v širších místech po stezce kolem potoka.